# Sander Eitrem
Sander Eitrem (* 12. Februar 2002) ist ein norwegischer Eisschnellläufer. Er startet seit der Saison 2021/22 im Weltcup, wo er 2023 seine ersten Siege feierte. 2024 wurde er Europameister in der Teamverfolgung.

## Werdegang
Sander Eitrem stammt aus Skreia im norwegischen Innlandet und startet für Nord-Odal IL. Er hat eine Schwester und einen Bruder. Mit etwa 16 Jahren zog er nach Hamar und besuchte dort in den folgenden Jahren das WANG-Sportgymnasium. Er erlebte in dieser Zeit einen Wachstumsschub um etwa 30 Zentimeter auf eine Größe von 1,98 Meter. In seiner Jugend wurde Eitrem von Eskil Ervik und Robin Gruben trainiert. 2020 nahm er an den Olympischen Jugend-Winterspielen in Lausanne teil und belegte als bestes Ergebnis einen sechsten Platz über 1500 Meter.
Seinen internationalen Durchbruch hatte Eitrem im Winter 2021/22. Im November und Dezember 2021 startete er erstmals in der Division B des Eisschnelllauf-Weltcups und lief dort über 5000 Meter schnellere Zeiten als die führenden norwegischen Eisschnellläufer Sverre Lunde Pedersen und Hallgeir Engebråten. Für die Olympischen Winterspiele 2022 in Peking wurde er nicht nominiert, was der Nationaltrainer Bjarne Rykkje damit begründete, dass die Zusammensetzung des Olympiakaders in erster Linie mit Blick auf die Teamverfolgung erfolgte und Eitrem so spät zur Nationalmannschaft gekommen sei, dass er sich dort noch nicht habe integrieren können. Bei der Mehrkampfweltmeisterschaft 2022 im Vikingskipet von Hamar belegte Eitrem den fünften Rang in der Gesamtwertung. Zum Saisonende gewann er in Stavanger seinen ersten norwegischen Meistertitel im Mehrkampf, den er 2023 und 2024 erfolgreich verteidigte.
Ab der Saison 2022/23 war Eitrem fester Bestandteil des norwegischen Nationalkaders und startete im Weltcup in der Division A. Bei seinem Debüt in der A-Gruppe in der Thialf-Arena in Heerenveen lief er über 5000 Meter mit einer persönlichen Bestzeit von 6:08,24 Minuten auf den zweiten Platz hinter Patrick Roest. Im weiteren Saisonverlauf gewann Eitrem – ebenfalls hinter Roest – die Silbermedaille bei den Europameisterschaften 2023 im Mehrkampf, wobei er sowohl auf der 1500-Meter- als auch auf der 5000-Meter-Teilstrecke der schnellste EM-Teilnehmer war. Außerdem feierte er im Februar 2023 in Tomaszów Mazowiecki seine ersten Weltcupsiege in der Teamverfolgung und über 5000 Meter. Bei der Einzelstrecken-WM 2023 in Heerenveen verzichtete Eitrem krankheitsbedingt auf einen Start im 5000-Meter-Rennen. Über 1500 Meter wurde er als bester Norweger WM-Fünfter.
2023/24 erreichte Eitrem im Weltcup zwei dritte Plätze über 5000 Meter und feierte in Obihiro einen weiteren Weltcupsieg in der Teamverfolgung gemeinsam mit Peder Kongshaug und Sverre Lunde Pedersen. In dieser Besetzung gewann das Trio im Januar 2024 die Goldmedaille bei den Europameisterschaften in Heerenveen und lief dabei Weltrekordzeit von 3:34,22 Minuten. Die Zeit war eine Viertelsekunde schneller als die bestehende Bestmarke des US-amerikanischen Teams aus dem Jahr 2021. Der Vorsprung der Norweger auf die EM-Silbermedaillengewinner aus Italien betrug etwa sechs Sekunden. Bei der Einzelstreckenweltmeisterschaft einen Monat später belegten Eitrem, Kongshaug und Pedersen den zweiten Rang mit einer Sekunde Rückstand auf die Italiener. Über 5000 Meter gewann Eitrem sowohl bei der Europameisterschaft als auch bei der Weltmeisterschaft die Bronzemedaille, jeweils hinter Patrick Roest und Davide Ghiotto. Bei der Mehrkampfweltmeisterschaft im März 2024 in Inzell kam er auf den vierten Rang.
Zu Beginn des Winters 2024/25 entschied Eitrem das 5000-Meter-Weltcuprennen in Peking für sich, wobei er Davide Ghiotto um etwa eine halbe Sekunde schlug.

## Persönliche Bestzeiten
- 00500 m: 00:36,79 s (aufgestellt am 11. Januar 2025 in Heerenveen)
- 01000 m: 01:13,28 min (aufgestellt am 1. November 2020 in Hamar)
- 01500 m: 01:43,23 min (aufgestellt am 9. Dezember 2022 in Calgary)
- 03000 m: 03:44,60 min (aufgestellt am 13. August 2022 in Hamar)
- 05000 m: 06:04,74 min (aufgestellt am 1. Februar 2025 in Milwaukee)
- 10000 m: 12:38,04 min (aufgestellt am 25. Januar 2025 in Calgary)

## Teilnahmen an Weltmeisterschaften

### Einzelstrecken-Weltmeisterschaften
- 2023 Heerenveen: 5. Platz 1500 m, DNF 10.000 m
- 2024 Calgary: 2. Platz Teamverfolgung, 3. Platz 5000 m, 6. Platz 10.000 m, 9. Platz 1500 m
- 2025 Hamar: 1. Platz 5000 m, 5. Platz 10.000 m, 8. Platz 1500 m

### Mehrkampf-Weltmeisterschaften
- 2022 Hamar: 5. Platz Großer Vierkampf
- 2024 Inzell: 4. Platz Großer Vierkampf

## Weltcupsiege

### Weltcupsiege im Einzel
| Nr. | Datum             | Ort                 | Disziplin |
| --- | ----------------- | ------------------- | --------- |
| 1.  | 18. Februar 2023  | Tomaszów Mazowiecki | 5000 m    |
| 2.  | 30. November 2024 | Peking              | 5000 m    |
| 3.  | 31. Januar 2025   | Milwaukee           | 5000 m    |
| 4.  | 22. Februar 2025  | Tomaszów Mazowiecki | 5000 m    |

### Weltcupsiege im Team
| Nr. | Datum             | Ort                 | Disziplin        |
| --- | ----------------- | ------------------- | ---------------- |
| 1.  | 10. Februar 2023  | Tomaszów Mazowiecki | Teamverfolgung 1 |
| 2.  | 11. November 2023 | Obihiro             | Teamverfolgung 1 |